# Fluvicola nengeta
Fluvicola nengeta е вид птица от семейство Tyrannidae.

## Разпространение
Видът е разпространен в Бразилия, Еквадор и Перу.